# Richard Allison (compositor)
Richard Allison (nascido entre 1560–1570 – falecido antes de 1610) foi um compositor inglês. Allison escreveu de la Tromba, peça para concerto com diversas gravações profissionais e que tornou-se bastante conhecida devido a Julian Bream.
Ele era conhecido por estar ao serviço da condessa de Warwick em 1599, e depois trabalhar para Sir John Scudamore. Suas publicações foram: The Psalms of David in Meter (1599) e An Hour's Recreation in musicke, apt for instruments and voyces (1606). Seu trabalho também aparece nos saltérios de Michael East e Thomas Ravenscroft, e nas publicações de Thomas Morley.
Referiu-se, na dedicatória de seus salmos, a Ambrose Dudley, 3º Conde de Warwick, como 'meu bom Senhor e Mestre'. Allison é representado por treze composições em um conjunto de livros de concertos datado de 1588, da família de Sir Francis Walsingham. Também contribuiu com um poema dedicatório em Canzonets to Fowre Voyces, de Giles Farnaby (1598).
Em 1599, publicou seu próprio Psalmes of David in Meter, dando seu endereço em Londres como Dukes Place, próximo a Aldgate, e descrevendo a si mesmo como um "cavalheiro" e um "praticante" de música. Esta cópia igualmente inclui seu brasão, fornecendo muita informação sobre sua família. No mesmo ano, sete de suas obras instrumentais apareceram sem atribuição no First Booke of Consort Lessons, de Morley (as afirmações de que Allison pode ter sido o "cavalheiro" que financiou a publicação permanecem sem fundamento e parecem improváveis).
Em 1606, publicou An Howres Recreation in Musicke, reconhecendo Sir John Scudamore como seu patrono. Ele não é ouvido de novo, e pode muito bem ter morrido na época de Lessens for Consort, de Philip Rosseter (1609), que inclui quatro de suas composições, junto com a informação que a maioria dos conteúdos são de compositores "cujo somente as memórias permanecem".